# Bridget van Kralingen
Bridget A. van Kralingen (sinh năm 1963) là một giám đốc kinh doanh sinh ra ở Anh và lớn lên ở Nam Phi. Từ năm 2016, bà đã giữ chức Phó chủ tịch cấp cao của Nền tảng công nghiệp toàn cầu IBM (IBM Global Industry Platforms) tại thành phố New York. Trước khi gia nhập IBM vào năm 2004, bà đã làm việc gần 14 năm cho Deloitte ở một số vị trí quản lý. Được đào tạo ở Nam Phi, bà có tên trong danh sách 50 phụ nữ quyền lực nhất ' Fortune trong các năm 2011, 2012, 2013, 2014, 2015, 2016 và 2017.

## Giáo dục
Van Kralingen đã có bằng cử nhân thương mại của Đại học Witwatersrand năm 1984, sau đó lấy bằng danh dự về thương mại của Đại học Johannesburg năm 1985. Bà đã nhận bằng thạc sĩ thương mại và tâm lý học từ Đại học Nam Phi năm 1990.

## Nghề nghiệp
Van Kralingen bắt đầu sự nghiệp với tư cách là nhà nghiên cứu cao cấp cho Hội đồng nghiên cứu khoa học và công nghiệp ở Nam Phi từ năm 1986 đến 1989. Sau đó, bà chuyển đến Deloitte (ở Nam Phi), nơi bà làm Đối tác quản lý chiến lược và phát triển tổ chức từ năm 1989 đến 1997. Năm 1997, bà chuyển đến thành phố New York để làm Đối tác quản lý quốc gia về dịch vụ tài chính tại Deloitte Consulting, một vị trí mà bà đã nắm giữ cho đến năm 2004.
Vào tháng 4 năm 2004, van Kralingen đã tham gia Dịch vụ Toàn cầu của IBM tại Thành phố New York với tư cách là Đối tác Quản lý Toàn cầu về Dịch vụ Tài chính. Vào tháng 11 năm 2006, bà được thăng chức Tổng Giám đốc Dịch vụ Kinh doanh Toàn cầu của IBM ở Đông Bắc Âu, Trung Đông và Châu Phi. Từ tháng 1 năm 2010 đến tháng 1 năm 2012, bà là Tổng giám đốc của IBM Bắc Mỹ. Việc Frank Kern nghỉ hưu từ Dịch vụ kinh doanh toàn cầu của IBM đã mở đường cho việc thăng chức của van Kralingen lên Phó chủ tịch cấp cao của Dịch vụ kinh doanh toàn cầu của IBM vào tháng 1 năm 2012.
Trong cương vị Phó chủ tịch cấp cao, van Kralingen giám sát hơn 100.000 chuyên gia tư vấn và cung cấp dịch vụ tại hơn 170 quốc gia. Năm 2011, bà được báo cáo đã tạo ra 18% tổng doanh thu 107 tỷ đô la của IBM.

## Các hoạt động khác
Năm 2011, van Kralingen tham gia hội đồng quản trị của Ngân hàng Hoàng gia Canada. Bà cũng là thành viên hội đồng tư vấn của tổ chức phi lợi nhuận Partnership cho thành phố New York. 